# Fala ptychophora
Fala ptychophora là một loài bướm đêm trong họ Noctuidae.